# Chafec Chajim (kibuc)
Chafec Chajim (hebrejsky חָפֵץ חַיִּים, v oficiálním přepisu do angličtiny Hafez Hayyim, přepisováno též Hafetz Haim) je vesnice typu kibuc v Izraeli, v Centrálním distriktu, v Oblastní radě Nachal Sorek.

## Geografie
Leží v nadmořské výšce 81 metrů v hustě osídlené a zemědělsky intenzivně využívané pobřežní nížině (region Šefela).
Obec se nachází 15 kilometrů od břehu Středozemního moře, cca 31 kilometrů jihovýchodně od centra Tel Avivu, cca 40 kilometrů západně od Jeruzalému a 2 kilometry jihovýchodně od okraje města Gedera. Chafec Chajim obývají Židé, přičemž osídlení v tomto regionu je etnicky převážně židovské.
Chafec Chajim je na dopravní síť napojen pomocí místní komunikace číslo 3933. Severně od vesnice probíhá dálnice číslo 7, jihovýchodně od kibucu zase vede dálnice číslo 3

## Dějiny
Chafec Chajim byl založen v roce 1944. Poprvé již bylo toto místo osídleno roku 1937, kdy zde židovští přistěhovalci z Německa a z rumunského Sedmihradska napojení na levicové sionistické hnutí ha-Bonim Dror založili opevněnou osadu typu Hradba a věž nazvanou Ša'ar ha-Negev (Brána Negevu), ale toto místo jim nevyhovovalo. Roku 1942 se proto přesunuli do Horní Galileje, kde založili kibuc Kfar Szold.
Roku 1944 v prostoru dočasně opuštěného sídla vznikl kibuc Chafec Chajim, za jehož zřízením stála ultraortodoxní organizace Agudat Jisra'el. Pojmenován je podle rabína Jisra'ele Me'ira Kagana, přezdívaného Chafec Chajim. Koncem 40. let měl kibuc rozlohu katastrálního území 1 210 dunamů (1,21 kilometru čtverečního).
Počátkem 21. století prošel kibuc privatizací a zbavil se většiny prvků kolektivního hospodaření. Jeho členové jsou odměňováni podle odvedené práce. Místní ekonomika je založena na zemědělství a průmyslu (podnik na produkci toaletních potřeb). Rozvíjí se i turistický ruch (hotel s 80 lůžky).

## Demografie
Podle údajů z roku 2014 tvořili naprostou většinu obyvatel v Chafec Chajim Židé (včetně statistické kategorie "ostatní", která zahrnuje nearabské obyvatele židovského původu ale bez formální příslušnosti k židovskému náboženství).
Jde o menší obec vesnického typu s dlouhodobě stagnující populací. K 31. prosinci 2014 zde žilo 471 lidí. Během roku 2014 populace stoupla o 12,1 %.
| Rok            | 1948 | 1961 | 1972 | 1983 | 1995 | 2001 | 2003 | 2004 | 2005 | 2006 | 2007 | 2008 | 2009 | 2010 | 2011 | 2012 | 2013 | 2014 |
| -------------- | ---- | ---- | ---- | ---- | ---- | ---- | ---- | ---- | ---- | ---- | ---- | ---- | ---- | ---- | ---- | ---- | ---- | ---- |
| Počet obyvatel | 281  | 401  | 325  | 422  | 454  | 402  | 391  | 429  | 431  | 450  | 454  | 463  | 348  | 348  | 380  | 388  | 420  | 471  |